# Palestro (pirofregata corazzata)
La Palestro è stata una pirofregata corazzata della Regia Marina. Prende il nome dall’omonimo paese, per l’appunto Palestro, proprio per una Battaglia svoltasi in questa città.

## Storia e caratteristiche
Prima nave corazzata, unitamente alla capoclasse Principe Amedeo, interamente progettata e costruita in Italia, la Palestro fu anche l'ultima pirofregata corazzata italiana, nonché l'ultima unità corazzata italiana ad avere scafo in legno composito ed armamento velico (a brigantino a palo, con 3471 m² di velatura).
Il progetto, sviluppato da quello della classe Roma ed elaborato dal generale ispettore del Genio Navale Giuseppe De Luca, prevedeva scafo in legno con corazzatura riportata di piastre in ferro, che tuttavia non proteggeva interamente lo scafo.
Impostata nel 1865, varata nel 1871 e completata nel 1875, la nave era, dopo dieci anni di costruzione, già obsoleta al momento dell'entrata in servizio. L'armamento era inizialmente costituito da un grosso cannone da 280 mm e da 12 pezzi da 160 mm, poi questi ultimi vennero sostituiti con sei cannoni da 250 mm.
Durante la sua vita operativa la Palestro non ebbe mai occasione di partecipare ad operazioni belliche. Dal 1889 al 1894 la corazzata, come caposquadra, stazionò a La Maddalena per la difesa di tale base.
Nel 1895 la superata unità venne trasferita a La Spezia, dove per cinque anni disimpegnò servizio di nave scuola, venendo impiegata nell'addestramento del personale CREM.
Radiata nel 1900, la Palestro venne demolita tra il 1903 ed il 1904.